# Une heure de tranquillité
Pour l’article homonyme, voir Une heure de tranquillité (pièce de théâtre).
Pour plus de détails, voir Fiche technique et Distribution.
Une heure de tranquillité est un film français réalisé par Patrice Leconte, sorti en 2014.
C'est une adaptation de la pièce Une heure de tranquillité de Florian Zeller, qui a signé le scénario du film.
Les comédiens originaux de la pièce, mise en scène par Ladislas Chollat et créée le 24 janvier 2013 au Théâtre Antoine, ne sont pas dans cette adaptation. Ainsi, Christian Clavier joue le rôle de Michel, originellement interprété par Fabrice Luchini au théâtre, Carole Bouquet joue Nathalie, la femme de Michel, incarnée par Christiane Millet dans la pièce et Stéphane De Groodt remplace Grégoire Bonnet dans le rôle du voisin.

## Synopsis
Un samedi, par hasard, en chinant dans les allées d'une brocante, Michel (Christian Clavier), dentiste et passionné de jazz, déniche Me, myself and I, le premier album de Niel Youart, album rare et qu'il cherchait depuis longtemps. Mais, alors qu'il veut l’écouter tranquillement dans son salon, le monde entier semble s’être ligué contre lui : Nathalie, sa femme (Carole Bouquet) choisit justement ce moment pour lui faire une révélation inopportune, son fils débarque à l’improviste, un de ses amis frappe à la porte, sa maîtresse décide de tout révéler à sa femme, tandis que sa mère ne cesse de l’appeler sur son portable… Sans parler du fait qu’il s’agit ce jour-là de la fameuse Fête des voisins… Manipulateur, menteur, Michel est prêt à tout pour avoir la paix. Est-il encore possible, aujourd’hui, de disposer d’une petite heure de tranquillité ?

## Fiche technique
- Réalisation : Patrice Leconte

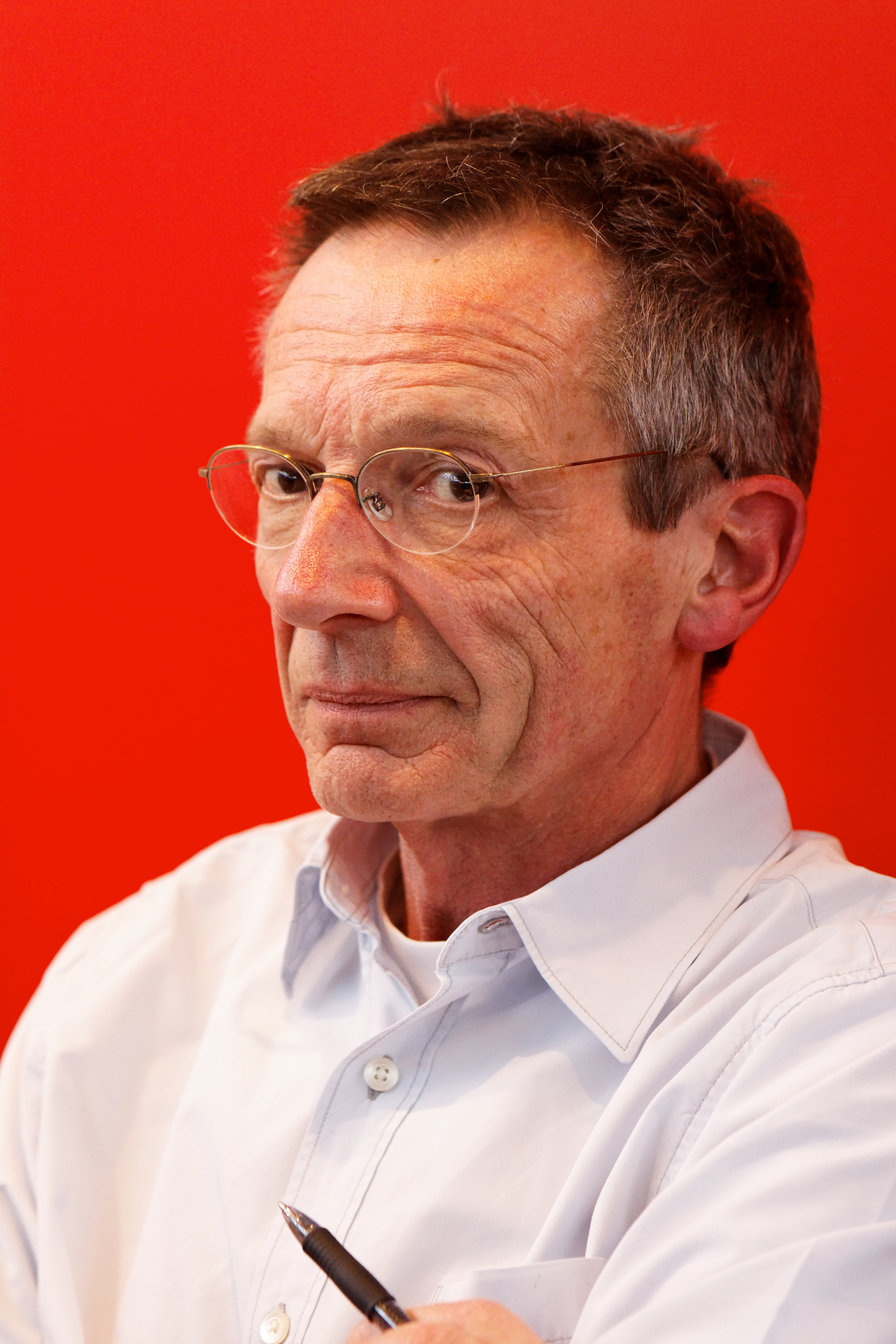
Patrice Leconte, le réalisateur du film (ici en 2011).

- Scénario, dialogues, adaptation : Florian Zeller, d'après sa pièce Une heure de tranquillité
- Repérages : Fabien Pondevaux
- Scripte : Margot Seban
- Décors : Ivan Maussion
- Costumes : Annie Perier Bertaux et Chloé Bartonio
- Photographie : Jean-Marie Dreujou
- Son : Paul Heymans, Paul Lainé
- Accessoiriste : Alice Leconte
- Montage : Joëlle Hache
- Musique : Éric Neveux
- Cascades : David Grolleau
- Producteurs : Olivier Delbosc, Marc Missonnier
- Coproductrice : Geneviève Lemal
- Sociétés de production : Fidélité Films, TF1 Films Production, Wild Bunch, Cz Productions, Canal+, OCS, TF1, Palatine Étoile 12 et Scope Pictures
- Sociétés de distribution : Wild Bunch Distribution (France), Frenetic Films (de), ( Suisse), DCM Film Distribution (de) ( Allemagne), Vertigo Films (en) ( Espagne), Studiocanal UK ( Royaume-Uni), Filmauro (it) et Universal ( Italie)[1]
- Budget : 9.41M€[2]
- Pays d'origine :  France
- Langues : français, espagnol et polonais
- Son : Dolby Digital
- Format : couleur, 2.35:1
- Genre : comédie
- Durée : 79 minutes
- Visa d'exploitation no 139916
- Dates de sortie :
  -  Belgique /  France : 31 décembre 2014
  -  Pays-Bas : 15 janvier 2015
  -  Portugal : 2 avril 2015 (sous le titre Não Incomodar)
  -  Allemagne : 9 avril 2015 (sous le titre Nur eine Stunde Ruhe)[3]
  -  Serbie (sous le titre Ne uznemiravaj)
  - Sortie dans une version sous-titrée en anglais sous le titre Do not disturb[4].

## Distribution
- Christian Clavier : Michel Leproux[N 1]
- Carole Bouquet : Nathalie Leproux, la femme de Michel
- Rossy de Palma : Maria, la femme de ménage
- Stéphane De Groodt : Pavel[N 2], le voisin polonais
- Valérie Bonneton : Elsa, la maîtresse de Michel
- Sébastien Castro : Sébastien Leproux, le fils de Michel et Nathalie
- Jean-Pierre Marielle : le père de Michel
- Christian Charmetant : Pierre
- Arnaud Henriet : Léo, l'ouvrier portugais qui se fait passer pour un Polonais.
- Raphaël Bocobza : l'autre ouvrier
- Ricardo Arciaga : le Philippin
- Elisha Camacho : Diana
- Martine Borg : la gardienne
- Jean-Paul Comart : le disquaire
- Béatrice Michel : l'antiquaire
- Jean-François Kopf : Jean Lemoine[N 3]
- Les voisins :
  - Brigitte Lucas
  - Christophe Bouisse
  - Aurélie Valat
  - Marie-Do Ferre
  - Juliette Poissonnier
  - Pascal Parmentier
  - Nathalie Perrot
  - Thierry Sauze
  - Patrick Harivel
- Estelle Galarme : l'infirmière
- Rose Eav : la Philippine
- Aurore Deschamps : le bébé philippin
- Victor Phu : le bébé philippin
- Nathaniel Banzon : le bébé philippin

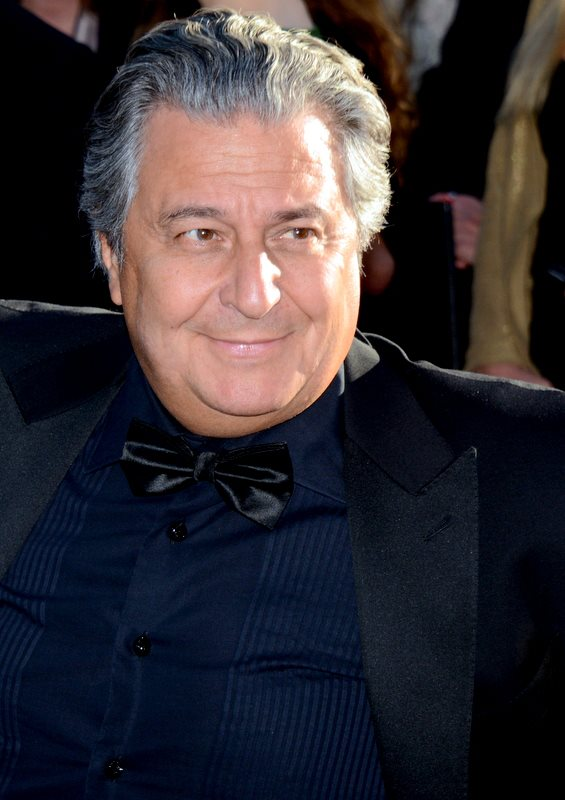
Christian Clavier
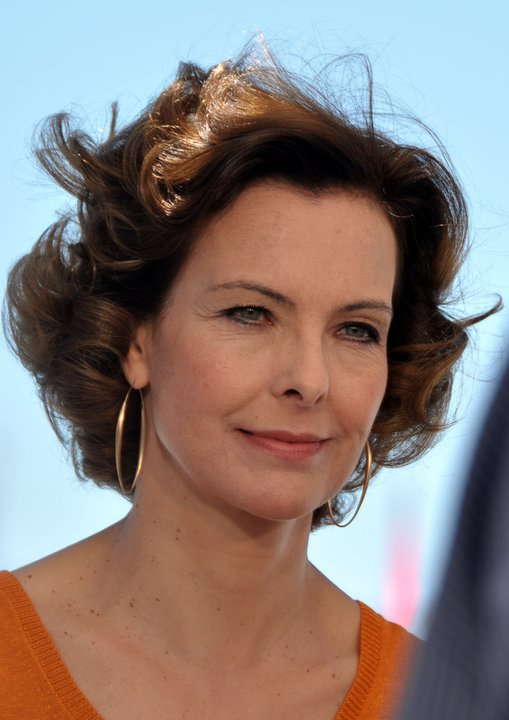
Carole Bouquet
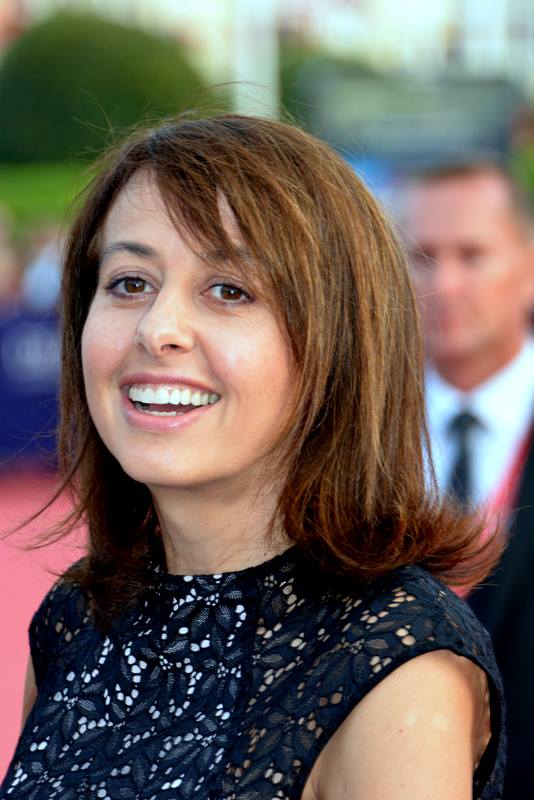
Valérie Bonneton
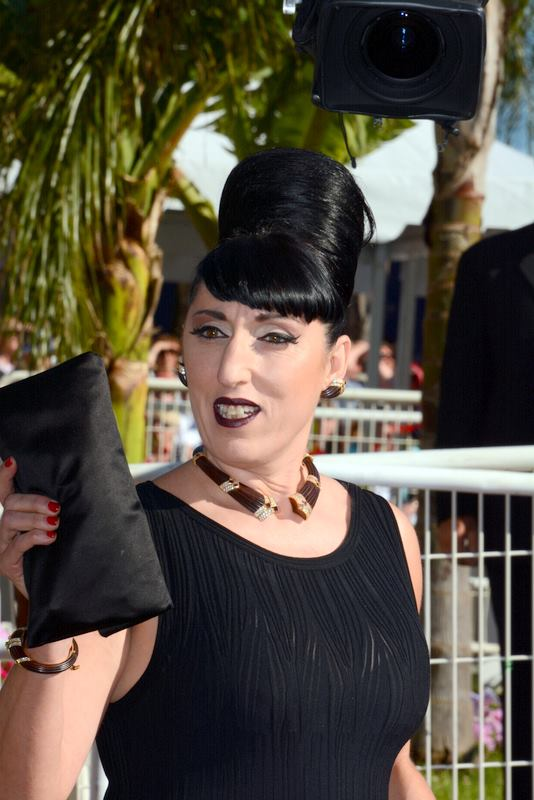
Rossy de Palma
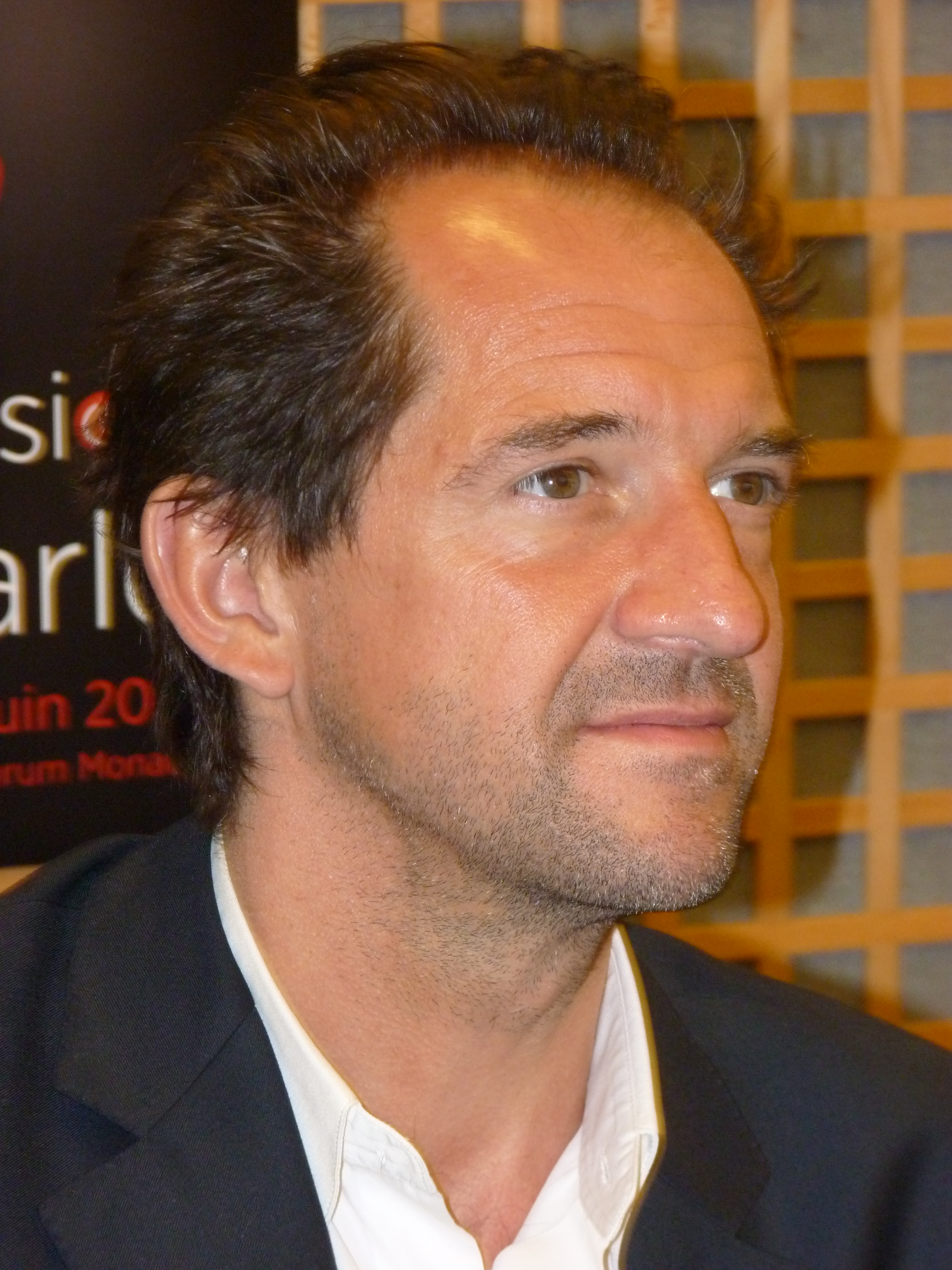
Stéphane De Groodt
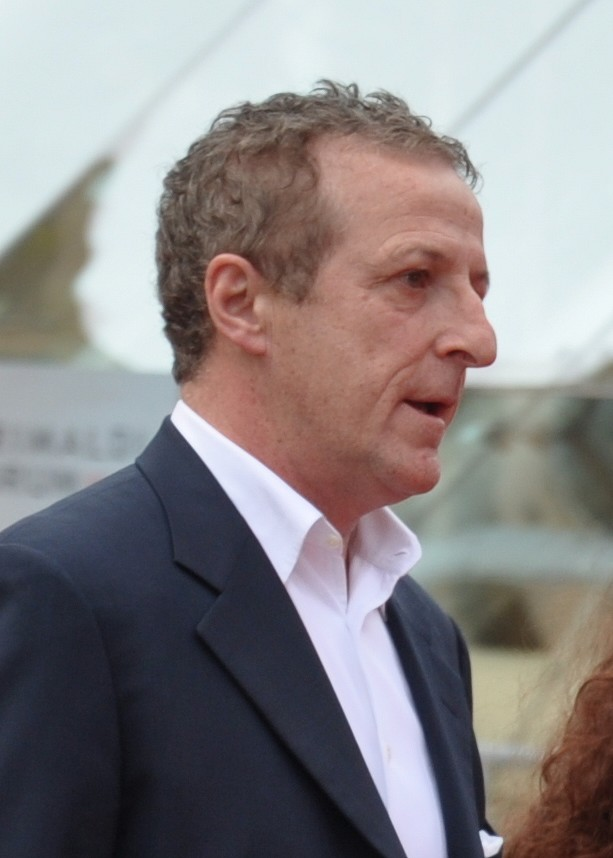
Christian Charmetant
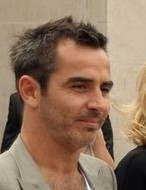
Arnaud Henriet
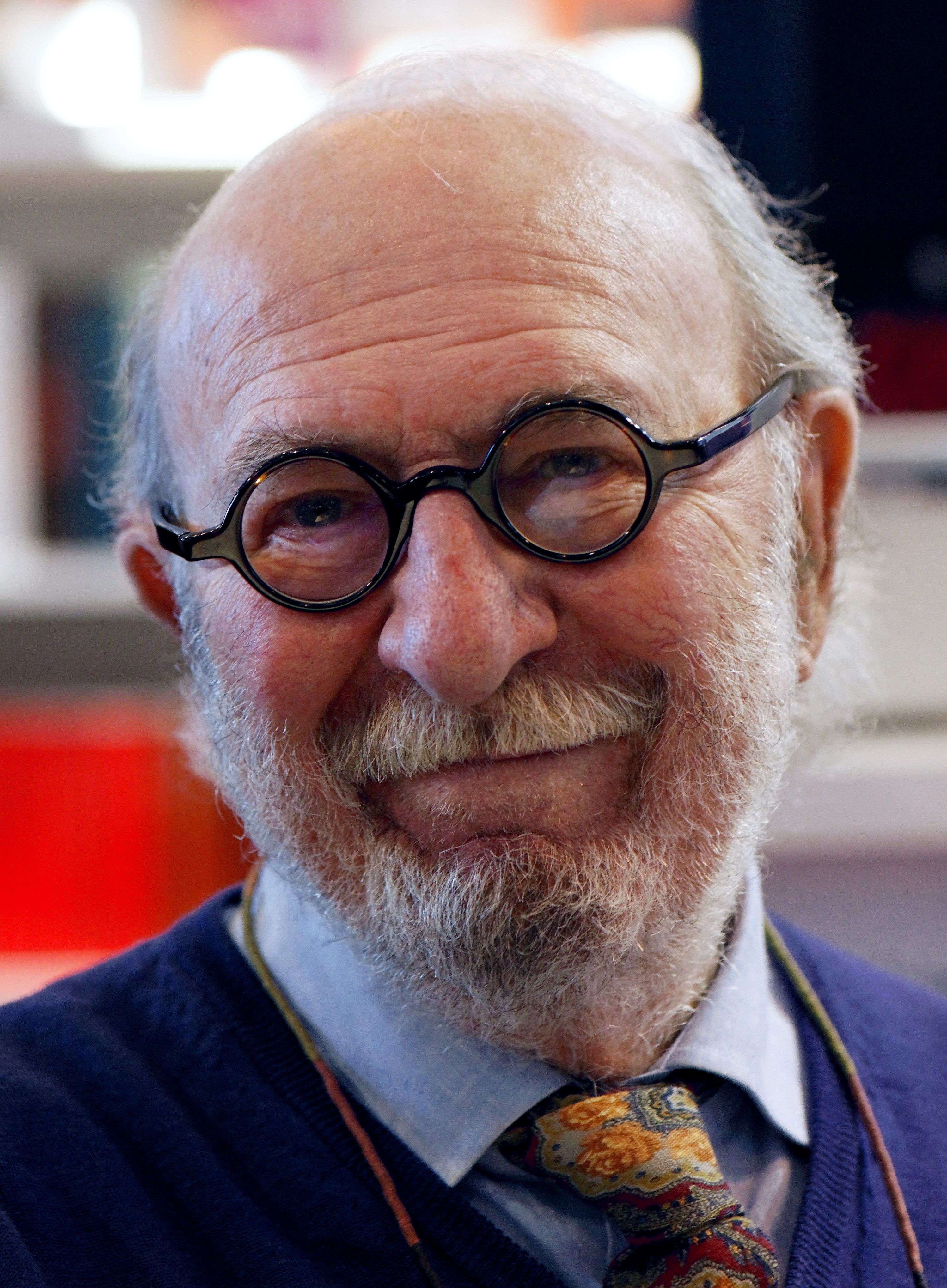
Jean-Pierre Marielle

## Production

### Genèse

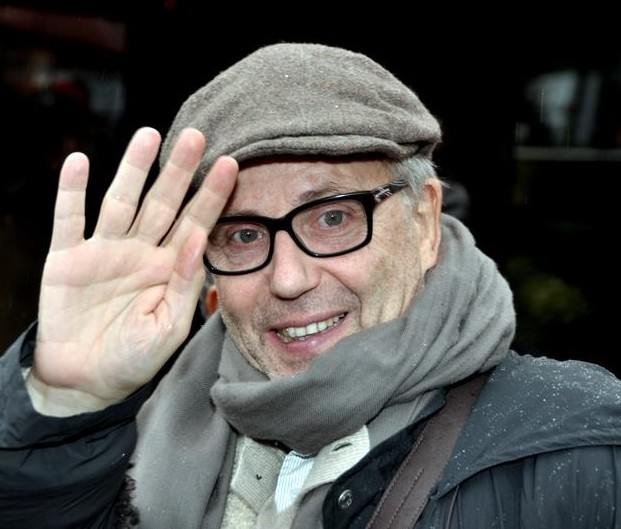
Fabrice Luchini, qui incarnait Michel Leproux dans les représentations au Théâtre Antoine.

Une heure de tranquillité est à l'origine une pièce de théâtre écrite par Florian Zeller, mise en scène par Ladislas Chollat, et représentée au Théâtre Antoine avec Fabrice Luchini dans le rôle principal.
L'idée d'écrire la pièce est apparue à Florian Zeller lors de vacances entre amis où il écrivait la journée des petites scènes comiques qu'il lisait ensuite autour de la table, simplement pour faire rire son entourage. La pièce de Florian Zeller est elle-même inspirée de la pièce de théâtre Otherwise Engaged de Simon Gray (en). Après avoir mis cette pièce de côté, c'est un an plus tard qu'il décida de la ressortir pour la faire lire à Fabrice Luchini.
Olivier Delbosc et Marc Missonnier, producteurs d'Une promesse, le précédent film de Patrice Leconte, ont l'idée d'adapter la pièce et en font part au réalisateur, qui va alors voir la pièce au Théâtre Antoine. Celui-ci est convaincu que la pièce peut « donner matière à un film », même si un gros travail d'adaptation serait nécessaire, et accepte le projet.

### Scénario
L'écrivain Florian Zeller, auteur de la pièce originale, écrit lui-même le scénario de l'adaptation :
« Dès le début du projet, les producteurs, Patrice Leconte et moi avons eu l’intuition que le film devait rester très proche de la pièce, de sa structure narrative initiale, et nous avons fait le choix de conserver son architecture linéaire. Nous avons commencé à travailler ensemble. Après plusieurs séances, et un certain nombre de discussions, je me suis finalement chargé du scénario : la proximité d’écriture avec la pièce était telle que c’était un prolongement presque logique. »
— Florian Zeller.
Christian Clavier a déclaré avoir été « estomaqué par l'écriture vacharde de Zeller. C'est un vrai moment de détente, et en même temps, à partir d'un micro-événement qui va avoir des effets dévastateurs, il y a une critique forte du monde d'aujourd'hui, de l'individualisme des hyperactifs, qui n'ont de temps pour personne ni pour eux-mêmes. »

### Attribution des rôles
Fabrice Luchini n'a pas souhaité reprendre son rôle dans l'adaptation, expliquant qu'il « avait déjà passé trop de temps avec ce personnage ». Patrice Leconte a donc proposé Christian Clavier, avec qui il n'avait pas tourné depuis Les Bronzés 3, pour le remplacer. Celui-ci, alors en pleine écriture du scénario du film Les Visiteurs 3 : La Terreur, a accepté le rôle, en posant toutefois une condition : que le film soit un « film de groupe », que ce ne soit pas seulement un « show Clavier ». Il est donc entouré par d'autres acteurs, qui n'ont pas seulement un rôle de clown blanc, comme Carole Bouquet, Valérie Bonneton, Rossy de Palma ou encore Stéphane De Groodt.
Christian Clavier, à propos de Michel, son personnage, explique qu'il « nous ressemble et, en même temps, on n'a pas envie d'être comme lui. J'ai travaillé dans ce sens. J'essaie de ne jamais édulcorer les sentiments que peut avoir le personnage dans les différentes situations qu'il traverse. »

### Tournage
Patrice Leconte a demandé à ses acteurs de connaître les dialogues par cœur, afin de pouvoir tourner rapidement. Au total, il y a eu 5 semaines de tournage, avec parfois 52 plans réalisés par jour, sachant que le cinéaste a souhaité tourner en caméra à l'épaule. De plus, toujours dans cette logique d'efficacité, l'appartement occupé par Christian Clavier dans le film a été reconstitué et pré-équipé avant le tournage, de manière à ne pas perdre de temps.

### Lieux de tournage
- Yvelines (78) : Grosrouvre : MapStudios[6]
- Saint-Ouen (93) : Marché aux Puces, avenue Gabriel-Péri et place de la République
- Paris : scènes de palier, ascenseur, escalier, cour intérieure et loge de gardienne 61 rue la Boétie, 215, rue du Faubourg-Saint-Honoré et Café "Le Beaucour", 16 avenue Hoche (8e arrondissement de Paris)[9]

## Accueil

### Promotion
Christian Clavier est invité dans de nombreuses émissions, à la télévision et à la radio, pour la promotion du film : il vient notamment en compagnie de Rossy de Palma dans l'émission C à vous sur France 5. Il profite d'ailleurs de cette promotion pour parler de l'avancement du film Les Visiteurs 3 : La Terreur, dont le tournage allait débuter en avril 2015.

### Sortie
Patrice Leconte, qui, en 1999, avait suggéré que les critiques défavorables aux films sortant le mercredi soient publiées le jeudi suivant, pour ne pas gâcher la promotion du film et son démarrage, n'a pas souhaité qu'Une heure de tranquillité soit montré à la presse.
Le film sort en France et en Belgique le 31 décembre 2014.

### Box-office
Le jour de sa sortie, Une heure de tranquillité prend la première place du box-office des nouveautés en première séance avec 5 087 entrées, dont 2 336 entrées intra-muros. En premier jour, il totalise 118 092 entrées sur le territoire français et 476 882 entrées en premier week-end. En première semaine, il se positionne en seconde place du box-office français avec 538 215 entrées. Le film permet à Patrice Leconte de signer son second meilleur démarrage sur une période à compter de 1993 et de renouer avec des scores qu'il n'avait plus atteint depuis Mon meilleur ami. En seconde semaine, il chute d'une place avec 178 376 entrées, soit un total de 716 591 entrées . Pour sa troisième semaine, le film cumule 861 136 entrées avec 144 545 entrées de plus pour la semaine du 14 au 20 janvier 2015. Du 21 au 27 janvier 2015, le film réalise 74 211, soit un cumul de 935 347 entrées.
Au bout de huit semaines d'exploitation, Une heure de tranquillité finit sa carrière avec 1 039 516 entrées en France, et 300 000 entrées dans le reste de l'Europe.

## Autour du film
- Le tournage a débuté le 15 juillet 2014 et a duré 6 semaines[6].
- Christian Clavier retrouve Patrice Leconte avec qui il a tourné la saga des Bronzés.
- Il s'agit de la dernière apparition à l'écran de Jean-Pierre Marielle.
- Le musicien Neil Youart n'existe pas, c'est une pure invention de l'auteur.

« Le titre et son auteur sont une invention, bien sûr. Ce qui me faisait rire, c’était le décalage entre l’importance que cela a pour lui, et le fait que ça n’intéresse personne. Neil Youart ? L’idée que ce type soit en adoration devant un nom aussi improbable, aux intonations aussi ringardes, me plaisait beaucoup…  »
— Florian Zeller.
- Le titre du 33 tours, « Me, Myself and I » (littéralement « Moi, moi-même et je ») fait référence à l'égoïsme du personnage principal[16]. La chanson est en fait Way Down Yonder In New Orleans interprétée par Jimmie Noone and His New Orleans Band, écrite par J. Turner Layton et Henry Creamer en 1936[17]